# Unterseeboot 1233
L'Unterseeboot 1233 (ou U-1233) est un sous-marin (U-Boot) allemand de type IX.C/40 utilisé par la Kriegsmarine pendant la Seconde Guerre mondiale.

## Historique
Mis en service le 22 mars 1944, l'U-1233 reçoit sa formation de base à Hambourg en Allemagne au sein de la 31. Unterseebootsflottille jusqu'au 31 octobre 1944. Puis, il est affecté dans une formation de combat dans la 33. Unterseebootsflottille à Flensbourg en Allemagne à partir du 1er novembre 1944.
Il réalise sa première patrouille, quittant le port de Bergen, le 24 décembre 1944, sous les ordres du Korvettenkapitän Hans-Joachim Kuhn pour l'Atlantique Nord. Après 95 jours en mer, il rejoint Kristiansand le 28 mars 1945.
Il se rend le 5 mai 1945 à Baring Bay, près de Fredericia au Danemark.
Il est transféré de Wilhelmshaven à Loch Ryan en Écosse le 24 juin 1945 pour l'opération Deadlight.

L'U-1233 est coulé le 29 décembre 1945 à la position géographique de 55° 51′ N, 8° 54′ O par l'artillerie navale du destroyer HMS Onslaught.

## Affectations successives
- 31. Unterseebootsflottille à Wilhelmshaven du 22 mars 1944 au 31 octobre 1944 (entrainement)
- 33. Unterseebootsflottille à Flensburg du 1er novembre 1944 au 8 mai 1945 (service active)

## Commandement
- Korvettenkapitän Hans-Joachim Kuhn du 22 mars 1944 au 14 avril 1945
- Oberleutnant zur See Heinrich Niemeyer de 15 avril 1945 au 8 mai 1945

## Navires coulés
L'U-1233 n'a ni coulé, ni endommagé de navire ennemi au cours de l'unique patrouille de guerre (95 jours en mer) qu'il effectua.

## Référence
- (en) Cet article est partiellement ou en totalité issu de l’article de Wikipédia en anglais intitulé « German submarine U-1233 » (voir la liste des auteurs).